# 萊希納
萊希納是波蘭的城鎮，位於該國西南部，毗鄰與捷克接壤的邊境，距離首府弗罗茨瓦夫125公里，由下西里西亞省負責管轄，面積8.56平方公里，主要經濟活動是工業，2006年人口4,752。
51°01′25″N 15°16′00″E / 51.02361°N 15.26667°E